# Viktor Pintchouk
Viktor Mykhaïlovytch Pintchouk (en ukrainien : Віктор Михaйлович Пінчyк) est un homme d'affaires et mécène ukrainien, né le 14 décembre 1960 à Kiev (alors en URSS). Il est l'une des premières fortunes d'Ukraine.

## Biographie

### Jeunesse et formation
Victor Pintchouk naît dans une famille de confession juive à Kiev en 1960, qui déménage ensuite à Dnipropetrovsk. Il sort diplômé de l'Institut de métallurgie de Dnipropetrovsk en 1983, avant d'entamer une carrière d'ingénieur. Il obtient un doctorat en génie industriel en 1987.

### Carrière dans les affaires
En 1990, il fonde la société Interpipe Company, dans le domaine de la sidérurgie, et qui produit notamment des tubes en acier.
En 2004, associé à Rinat Akhmetov, Pintchouk fait une offre pour acquérir la principale entreprise sidérurgique d'Ukraine, Kryvorijstal, lors de sa privatisation. Les deux hommes remportent le marché pour un montant de 800 millions de $, alors même que des entreprises étrangères avaient fait des offres supérieures. Mais l'année suivante, le gouvernement du Ioulia Tymochenko annule la vente et procède à des enchères télévisées, au cours desquelles Kryvorijstal est acquise par Mittal pour 4,8 milliards de $,.
Par ailleurs, il possède plusieurs chaînes de télévision en Ukraine, comme ICTV ou STB (en ukrainien : СТБ).
Pintchouk a également créé un think-tank, Yalta European Strategy (YES) pour resserrer les liens entre l'Ukraine et l'Union européenne. Des invités comme Tony Blair ou Dominique Strauss-Kahn ont déjà participé à la réunion annuelle de YES.
En 2011, il est classé 336e homme le plus riche du monde, et le deuxième d'Ukraine (derrière Rinat Akhmetov), par le magazine américain Forbes, avec une fortune estimée à 3,3 milliards de $. En 2010, il occupait la 307e position avec une fortune de 3,1 milliards de $.

### Parcours politique
Viktor Pintchouk est député de 1998 à 2006, avant d'abandonner la politique, pour se consacrer au mécénat d'art.
En 2025, Intelligence Online révèle qu'il tente d'entretenir des contacts avec l'administration Trump ainsi que d'autres personnalités républicaines américaines, par le biais notamment de Kellyanne Conway, ancienne conseillère de Donald Trump. Parmi elles figurent Lindsey Graham, Brian Fitzpatrick ou Keith Kellogg.

### Mécène
En 2006, Viktor Pintchouk coproduit avec Steven Spielberg, le documentaire Spell your name (en ukrainien : Назви своє ім'я), réalisé par Sergueï Boukovsky, sur la Shoah en Ukraine.
La même année, par le biais de sa fondation, Pintchouk inaugure le PinchukArtCentre, musée d'art contemporain situé à Kiev, qui a pour objectif de promouvoir l'art contemporain en Ukraine.
Il se porte acquéreur de plusieurs œuvres d'art contemporain, comme l'œuvre Hanging Heart de Jeff Koons, qu'il aurait achetée pour 23 millions de $ en 2007. Parmi ses artistes favoris, on peut également citer le Japonais Takashi Murakami ou l'Anglais Damien Hirst, dont il possède de nombreuses œuvres.
En 2008, Viktor Pintchouk organise un concert gratuit (Concert de l'Indépendance) sur le Maïdan à Kiev, où se produit Paul McCartney, devant près de 350 000 spectateurs.
Fin 2009, il crée un prix réservé aux artistes de moins de 35 ans (le Future Generation Art Prize), avec 100 000 $ de récompense pour le lauréat. Le jury chargé d'attribuer le prix est notamment composé d'Elton John et de Miuccia Prada.
En 2010, Viktor Pintchouk fait partie de la liste Time 100, établie par le magazine Time, des cent personnes les plus influentes dans le monde, dans la catégorie Penseurs (Thinkers),.

## Vie privée
Il est marié à Olena Pintchouk, fille de l'ancien président ukrainien Leonid Koutchma. Olena Pintchouk est engagée dans la lutte contre le SIDA en Ukraine.